# Martin Phipps
Martin Phipps (1 augustus 1968) is een Britse componist van filmmuziek. 
Phipps is de zoon van Sue Pears en Jack Phipps, een manager van een managementbureau  voor tal van belangrijke muzikanten. Hij is het petekind van Benjamin Britten, die heeft samengewerkt met zijn vader. Na zijn studie aan de Universiteit van Manchester had Phipps zijn eerste goede recensies met het schrijven van de miniserie Eureka Street uit 1999. In 2005 schreef Phipps de filmmuziek voor de film The Last Hangman die in het Verenigd Koninkrijk werd uitgebracht onder titel Pierrepoint. In 2019 schreef hij muziek voor het derde seizoen van de historische dramaserie The Crown.
In 2009 won Phipps met de televisieserie Wallander en in 2010 met de miniserie Small Island een BAFTA Award en in 2015 voor de miniserie The Honourable Woman een Ivor Novello Award, allen in de categorie beste televisiemuziek.

## Filmografie
| Jaar | Titel                       | Opmerkingen                         |
| ---- | --------------------------- | ----------------------------------- |
| 2005 | The Last Hangman            |                                     |
| 2006 | The Flying Scotsman         |                                     |
| 2007 | Grow Your Own               |                                     |
| 2009 | Endgame                     |                                     |
| 2009 | Harry Brown                 | met Ruth Barrett                    |
| 2010 | Brighton Rock               |                                     |
| 2014 | X+Y                         |                                     |
| 2014 | The Keeping Room            |                                     |
| 2015 | Woman in Gold               | met Hans Zimmer                     |
| 2018 | We                          | met Janal Bechthold en Matt Dunkley |
| 2019 | The Aftermath               |                                     |
| 2022 | The Railway Children Return | met Edward Farmer                   |

## Overige producties

### Televisiefilms
| Jaar | Titel                         | Opmerkingen |
| ---- | ----------------------------- | ----------- |
| 2002 | A Good Thief                  |             |
| 2002 | Daddy's Girl                  |             |
| 2003 | The Debt                      |             |
| 2003 | Reversals                     |             |
| 2003 | Ready When You Are Mr. McGill |             |
| 2004 | She's Gone                    |             |
| 2004 | Dirty Filthy Love             |             |
| 2004 | Christmas Lights              |             |
| 2006 | Low Winter Sun                |             |
| 2006 | The Ruby in the Smoke         |             |
| 2007 | Persuasion                    |             |
| 2007 | Clapham Junction              |             |
| 2017 | Oasis                         |             |

### Televisieseries
| Jaar | Titel                 | Opmerkingen                 |
| ---- | --------------------- | --------------------------- |
| 1999 | Eureka Street         | miniserie                   |
| 2000 | Hearts and Bones      |                             |
| 2000 | Shades                |                             |
| 2001 | Bob & Rose            |                             |
| 2002 | Nice Guy Eddie        |                             |
| 2003 | Canterbury Tales      | miniserie                   |
| 2004 | New Tricks            |                             |
| 2004 | North & South         | miniserie                   |
| 2006 | The Virgin Queen      | miniserie                   |
| 2006 | The Line of Beauty    | miniserie                   |
| 2007 | Oliver Twist          | miniserie                   |
| 2008 | Sense and Sensibility | miniserie                   |
| 2008 | Wallander             | 2008-2012                   |
| 2009 | Whitechapel           |                             |
| 2009 | Small Island          |                             |
| 2011 | The Shadow Line       | miniserie                   |
| 2011 | Great Expectations    | miniserie, met Natalie Holt |
| 2011 | Black Mirror          | 2011-2016                   |
| 2013 | Peaky Blinders        |                             |
| 2014 | The Honourable Woman  | miniserie, met Natalie Holt |
| 2016 | War & Peace           | miniserie                   |
| 2016 | Victoria              |                             |
| 2019 | The Crown             | 2019-2023                   |
| 2021 | Solos                 |                             |

### Documentaires
| Jaar | Titel            | Opmerkingen |
| ---- | ---------------- | ----------- |
| 2012 | Britain in a Day |             |
| 2017 | Williams         |             |

## Prijzen en nominaties

### BAFTA Awards
| Jaar | Titel                 | Categorie             | Uitslag     |
| ---- | --------------------- | --------------------- | ----------- |
| 2009 | Wallander             | Beste televisiemuziek | Gewonnen    |
| 2009 | Sense and Sensibility | Beste televisiemuziek | Genomineerd |
| 2010 | Small Island          | Beste televisiemuziek | Gewonnen    |
| 2012 | Great Expectations    | Beste televisiemuziek | Genomineerd |
| 2017 | War & Peace           | Beste televisiemuziek | Genomineerd |

### Emmy Awards
| Jaar | Titel                 | Categorie                                                                                                | Uitslag     |
| ---- | --------------------- | --- | ----------- |
| 2008 | Sense and Sensibility | Beste muziekcompositie voor een miniserie, film of special (originele dramatische muziek)                | Genomineerd |
| 2012 | Great Expectations    | Beste titelmuziek                                                                                        | Genomineerd |
| 2016 | War & Peace           | Beste muziekcompositie voor een miniserie, film of special (originele dramatische muziek), voor "Part 1" | Genomineerd |
| 2017 | Victoria              | Beste titelmuziek                                                                                        | Genomineerd |
| 2017 | Victoria              | Beste muziekcompositie voor een televisieserie (originele dramatische muziek), voor "Doll 123"           | Genomineerd |
| 2020 | The Crown             | Beste muziekcompositie voor een televisieserie (originele dramatische muziek)                            | Genomineerd |